# Col de la Givrine
Col de la Givrine är ett bergspass i Schweiz. Det ligger i distriktet Nyon och kantonen Vaud, i den västra delen av landet, 120 km sydväst om huvudstaden Bern. Col de la Givrine ligger 1 229 meter över havet.